# Маклафлин, Конор
Конор Джерард Маклафин (англ. Conor Gerard McLaughlin; 26 июля 1991,Белфаст) — североирландский футболист, защитник. Его младший брат, Райан, также является профессиональным футболистом.

## Клубная карьера

### «Престон Норт Энд»
Профессиональную карьеру начал в январе 2010 года в клубе «Престон Норт Энд». Дебют за команду состоялся 12 ноября того же года, в матче против «Халл Сити». Через месяц Маклафлин продлил контракт с клубом до 2013 года. В марте 2011 года он подписал двухмесячный контракт аренды с клубом «Шрусбери Таун». В мае 2012 года Маклафин был выставлен на трансферный рынок.

### «Флитвуд Таун»
20 июля 2012 года Конора подписал клуб «Флитвуд Таун». В июне 2014 года он продлил контракт с клубом ещё на 3 года. В феврале 2015 года он забил свой первый гол в профессиональной карьере.

### «Миллуолл»
В июле 2017 подписал контракт с «Миллуолл». 12 сентября того же года забил свой первый гол за столичный клуб в матче против «Куинз Парк Рейнджерс».

### «Сандерленд»
1 июля 2019 года на правах свободного агента перешел в «Сандерленд».

### Возвращение в «Флитвуд Таун»
В октябре 2021 года он повторно подписал краткосрочный контракт с «Флитвуд Таун». 14 января 2022 года Маклафлин покинул во второй раз после истечения срока его контракта.
14 апреля 2022 года Маклафлин объявил о завершении карьеры «из-за травмы».

## Карьера в сборной
Дебют за национальную сборную Северной Ирландии состоялся 11 октября 2011 года в матче квалификации на ЧЕ 2012 против сборной Италии (0ː3). В настоящее время Маклафлин провёл 14 матчей за сборную.

### Гол за сборную
| Дата           | Место                                    | Соперник    | Счет | Результат | Турнир                  |
| -------------- | ---------------------------------------- | ----------- | ---- | --------- | ----------------------- |
| 11 ноября 2016 | Уиндзор Парк, Белфаст, Северная Ирландия | Азербайджан | 3–0  | 4–0       | Квалификация на ЧМ 2018 |

## Достижения

### «Сандерленд»
- Обладатель Трофея Английской футбольной лиги: 2020/21